# I Am: Celine Dion
I Am: Celine Dion — саундтрек к документальному фильму 2024 года «Я — Селин Дион» режиссёра Ирен Тейлор, в центре которого — история борьбы канадской певицы Селин Дион с синдромом мышечной скованности. Он был выпущен на лейбле Columbia Records 21 июня 2024 года. Альбом включает в себя 13 песен Дион, изданных с 1993 по 2023 год, а также семь оригинальных саундтреков, в основном написанных Реди Хасой и спродюсированных Альберто Фабрисом. Во франкоязычных странах альбом назывался Je suis: Céline Dion. Саундтрек возглавил чарт в Квебеке и вошел в десятку лучших в чартах сборников в Великобритании и Ирландии.

## Предыстория и выпуск
В сентябре 2021 года компания Sony Music объявила, что полнометражный документальный фильм о Селин Дион находится в разработке. Официальное название фильма «Я — Селин Дион» было объявлено в январе 2024 года, а права на распространение приобрела Amazon MGM Studios. Фильм был снят обладательницей премии «Эмми» и номинанткой на премию «Оскар» режиссёром Ирен Тейлор. В нём подробно рассказывается о жизни Дион, её карьерных достижениях и борьбе с синдромом скованного человека. «Я: Селин Дион» стал доступен для потоковой передачи с 25 июня 2024 года на Amazon Prime Video.
Официальный саундтрек был выпущен лейблом Columbia Records 21 июня 2024 года для цифровой загрузки и стриминга, а также на CD. Кроме того, I Am: Celine Dion будет издан на виниле 9 августа 2024 года.

## Содержание
В саундтрек вошло 20 песен: 13 песен Дион прошлых лет и семь оригинальных саундтреков, в основном написанных албанским виолончелистом и композитором Реди Хасой и спродюсированных итальянским басистом и продюсером Альберто Фабрисом. Музыку к «The Diagnosis» написал пианист Экланд Хаса. Среди англоязычных хитов: «My Heart Will Go On», «Because You Loved Me», «The Power of Love», «All by Myself», «I’m Alive», «A New Day Has Come» и «River Deep, Mountain High». Также представлены «Ashes» из саундтрека к фильму «Дэдпул 2» (2018) и «Love Again» из саундтрека к фильму «Люби снова» (2023). Среди франкоязычных хитов: «Pour que tu m’aimes encore», «Zora sourit», «J’irai où tu iras» и «Je crois toi».

## Реакция критики
Согласно рецензии Entertainment Focus, саундтреки довольно приятны, создают эмоциональное настроение и обеспечивают вдумчивые паузы. Что касается хитов, саундтрек идеально подчёркивает непревзойденное вокальное мастерство, которым обладает Дион, и это своевременное напоминание о силе Дион как вокалистки и артистки. Entertainment Focus также отметил, что самый пронзительный момент, однако, наступает в «I’m Alive», песне, которая уже переживает возрождение благодаря танцевальному ремиксу Majestic и The Jammin Kid (переименованному в «Set My Heart on Fire»): «Зная о борьбе, которую пережила Дион, в „I’m Alive“ появился новый эмоциональный слой, которого не было раньше, и теперь эта песня звучит как гимн преодолению невзгод и борьбе за свою жизнь».

## Список композиций
| №                   | Название                               | Автор(ы)                                                    | Продюсер(ы)                                                      | Длительность |
| ------------------- | -------------------------------------- | ----------------------------------------------------------- | ---------------------------------------------------------------- | ------------ |
| 1.                  | «Main Theme – Artist Always»           | Реди Хаса                                                   | Альберто Фабрис                                                  | 3:32         |
| 2.                  | «The Power of Love»                    | Гюнтер Менде Кэнди Деруж Дженнифер Раш Мэри Сьюзан Эпплгейт | Дэвид Фостер                                                     | 5:44         |
| 3.                  | «Pour que tu m’aimes encore»           | Жан-Жак Гольдман                                            | Гольдман Эрик Бензи                                              | 4:17         |
| 4.                  | «A New Day Has Come» (Christian B mix) | Альдо Нова Стефан Моккио                                    | Рик Уэйк Уолтер Афанасьефф Нова Ричи Джонс Christian B Марк Голд | 3:58         |
| 5.                  | «The Episode» (score)                  | Р. Хаса                                                     | Фабрис                                                           | 3:59         |
| 6.                  | «J’irai où tu iras»                    | Гольдман                                                    | Гольдман Бензи                                                   | 3:26         |
| 7.                  | «Because You Loved Me»                 | Дайан Уоррен                                                | Фостер                                                           | 4:35         |
| 8.                  | «The Diagnosis» (score)                | Экланд Хаса                                                 | Фабрис                                                           | 1:14         |
| 9.                  | «River Deep, Mountain High»            | Элли Гринвич Джефф Барри Фил Спектор                        | Джим Стайнман Стивен Ринкофф                                     | 4:11         |
| 10.                 | «Mama Dion» (score)                    | Р. Хаса                                                     | Фабрис                                                           | 3:28         |
| 11.                 | «Zora sourit»                          | Гольдман Джей Каплер                                        | Гольдман Бензи                                                   | 3:59         |
| 12.                 | «My Heart Will Go On»                  | Джеймс Хорнер Уилл Дженнингс                                | Афанасьефф Хорнер                                                | 4:43         |
| 13.                 | «All by Myself»                        | Эрик Кармен Сергей Рахманинов                               | Дэвид Фостер                                                     | 5:10         |
| 14.                 | «The Awakening» (score)                | Р. Хаса                                                     | Фабрис                                                           | 3:19         |
| 15.                 | «Ashes»                                | Пити Мартин Джордан Смит Тедд Т                             | Стив Мак                                                         | 3:18         |
| 16.                 | «Swallows» (score)                     | Р. Хаса                                                     | Фабрис                                                           | 2:50         |
| 17.                 | «Love Again»                           | Дэн Уилсон Розалин Шер                                      | Уилсон Сара Малфорд                                              | 3:32         |
| 18.                 | «Je crois toi»                         | Гольдман                                                    | Гольдман Бензи                                                   | 5:07         |
| 19.                 | «I’m Alive»                            | Кристиан Лундин Андреас Карлссон                            | Лундин Уэйк Джонс                                                | 3:30         |
| 20.                 | «Talea» (score)                        | Р. Хаса                                                     | Фабрис                                                           | 1:56         |
| Общая длительность: | Общая длительность:                    | Общая длительность:                                         | Общая длительность:                                              | 56:00        |

## Чарты
| Чарт (2024)                               | Высшая позиция |
| ----------------------------------------- | -------------- |
| Бельгия/Валлония (Ultratop)               | 20             |
| Бельгия/Фландрия (Ultratop)               | 52             |
| Великобритания (UK Compilation Albums)    | 2              |
| Великобритания (UK Album Downloads Chart) | 8              |
| Ирландия (Irish Compilation Albums)       | 3              |
| Канада (Canadian Albums Chart)            | 68             |
| Квебек (ADISQ)                            | 1              |
| Польша (Polish Physical Albums)           | 75             |
| Португалия (AFP)                          | 169            |
| США (Billboard Soundtrack Albums)         | 15             |
| Франция (SNEP)                            | 25             |
| Швейцария (Schweizer Hitparade)           | 81             |
| Швейцария (Swiss Romandy Albums)          | 17             |
| Япония (Oricon)                           | 43             |
| Япония (Billboard Japan)                  | 44             |

## История релиза
| Регион | Дата            | Формат                           | Лейбл    |
| ------ | --------------- | -------------------------------- | -------- |
| Разные | 21 июня 2024    | CD цифровая дистрибуция стриминг | Columbia |
| Разные | 9 августа 2024  | LP                               | Columbia |
| Япония | 14 августа 2024 | Blu-spec CD2                     | SMEJ     |